# Pataudi
Pataudi là một thị xã của quận Gurgaon thuộc bang Haryana, Ấn Độ.

## Địa lý
Pataudi có vị trí 28°19′B 76°47′Đ / 28,32°B 76,78°Đ Nó có độ cao trung bình là 240 mét (787 feet).

## Nhân khẩu
Theo điều tra dân số năm 2001 của Ấn Độ, Pataudi có dân số 16.064 người. Phái nam chiếm 53% tổng số dân và phái nữ chiếm 47%. Pataudi có tỷ lệ 57% biết đọc biết viết, thấp hơn tỷ lệ trung bình toàn quốc là 59,5%: tỷ lệ cho phái nam là 65%, và tỷ lệ cho phái nữ là 48%. Tại Pataudi, 17% dân số nhỏ hơn 6 tuổi.